# Genetta johnstoni
Genetta johnstoni is een zoogdier uit de familie van de civetkatachtigen (Viverridae). De wetenschappelijke naam van de soort werd voor het eerst geldig gepubliceerd door Pocock in 1908.